# Veeh-Harfe

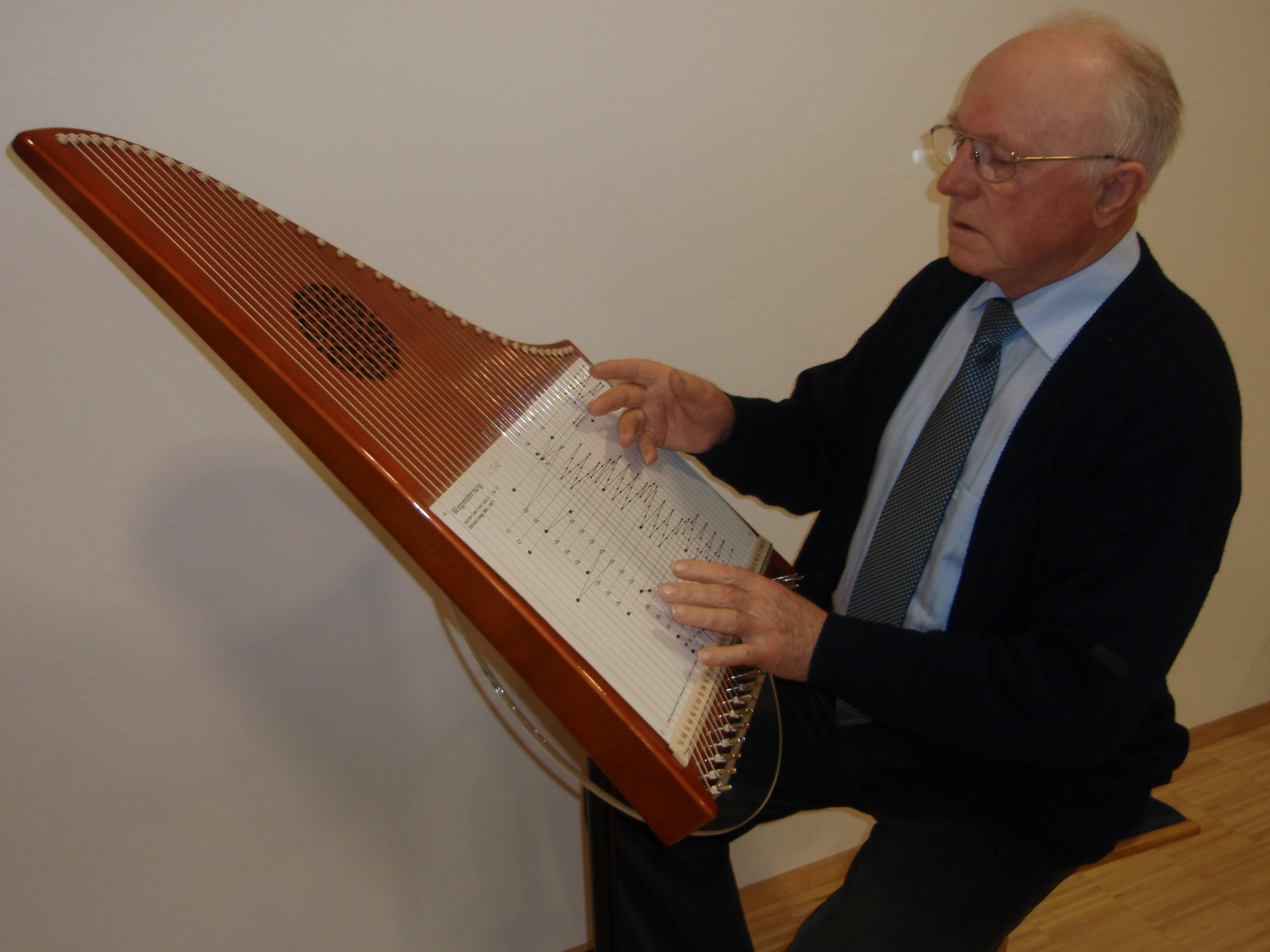
Hermann Veeh spielt auf der 37-saitigen Veeh-Harfe.

Die Veeh-Harfe ist ein Zupfinstrument, das Ende der 1980er Jahre von dem Gülchsheimer Landwirt Hermann Veeh (1935–2020) aus der Akkordzither entwickelt wurde. Veeh konzipierte die Veeh-Harfe und eine entsprechende Notenschrift für seinen mit dem Down-Syndrom geborenen Sohn Andreas. Die Bezeichnung ist eine registrierte Handelsmarke.
Seither werden unter zahlreichen Namen und mit einer unterschiedlichen Zahl von Saiten ähnliche Harfen als Melodieinstrumente angeboten, die ohne langes Üben zu spielen sind.

## Bauweise

Unterlegnotenblatt für eine chromatische Kastenzither mit Notenlinien nach Johannes Beyreuther

Bei dem nach Hermann Veeh benannten Instrument handelt es sich instrumentenkundlich um eine Kastenzither. Es gibt sie in verschiedenen Größen und mit unterschiedlichen Besaitungen. Zum Bau wird meist Fichte oder Ahorn verwendet. Die Oberflächen können lackiert, gewachst oder geölt sein. Das Schallloch befindet sich im Boden der Veeh-Harfe, auf die plane Decke wird ein Notenblatt unter die Saiten geschoben. Der Verlauf von Melodien und Begleitstimmen ist so notiert, dass die Notenköpfe der einzelnen Stimmen direkt unter den zu zupfenden Saiten stehen. Auf diese Weise kann auch ein musikalischer Laie unmittelbar ein Musikstück spielen, indem er die untereinander verbundenen Noten in der vorgegebenen Reihenfolge zupft.
Die originalen Veeh-Harfen werden im fränkischen Hemmersheim im Ortsteil Gülchsheim hergestellt. Sie gehören zu den Instrumenten, die unter Anleitung oder mit Hilfe von Bausätzen auch selbst gebaut werden können.

## Verbreitung und Kontext
Neben Volksliedern und einfachen Stücken kann auf der Veeh-Harfe auch Konzertmusik solistisch sowie in kleineren und größeren Ensembles bis hin zum Veeh-Harfen-Orchester gespielt werden. Das Instrument wird an mehreren deutschen Musikschulen und in Weiterbildungen unterrichtet, z. B. im Zusammenhang der Musikgeragogik oder Musiktherapie. Das Spiel mit Veeh-Harfen findet Anwendung in der Arbeit mit Laienensembles, in der Sozialen Arbeit, in der Arbeit mit behinderten und mit alten Menschen. Es ist speziell aufbereitetes Notenmaterial verfügbar. Das Instrument kann aber auch in der musikalischen Improvisation genutzt werden.

## Ähnliche Zithern

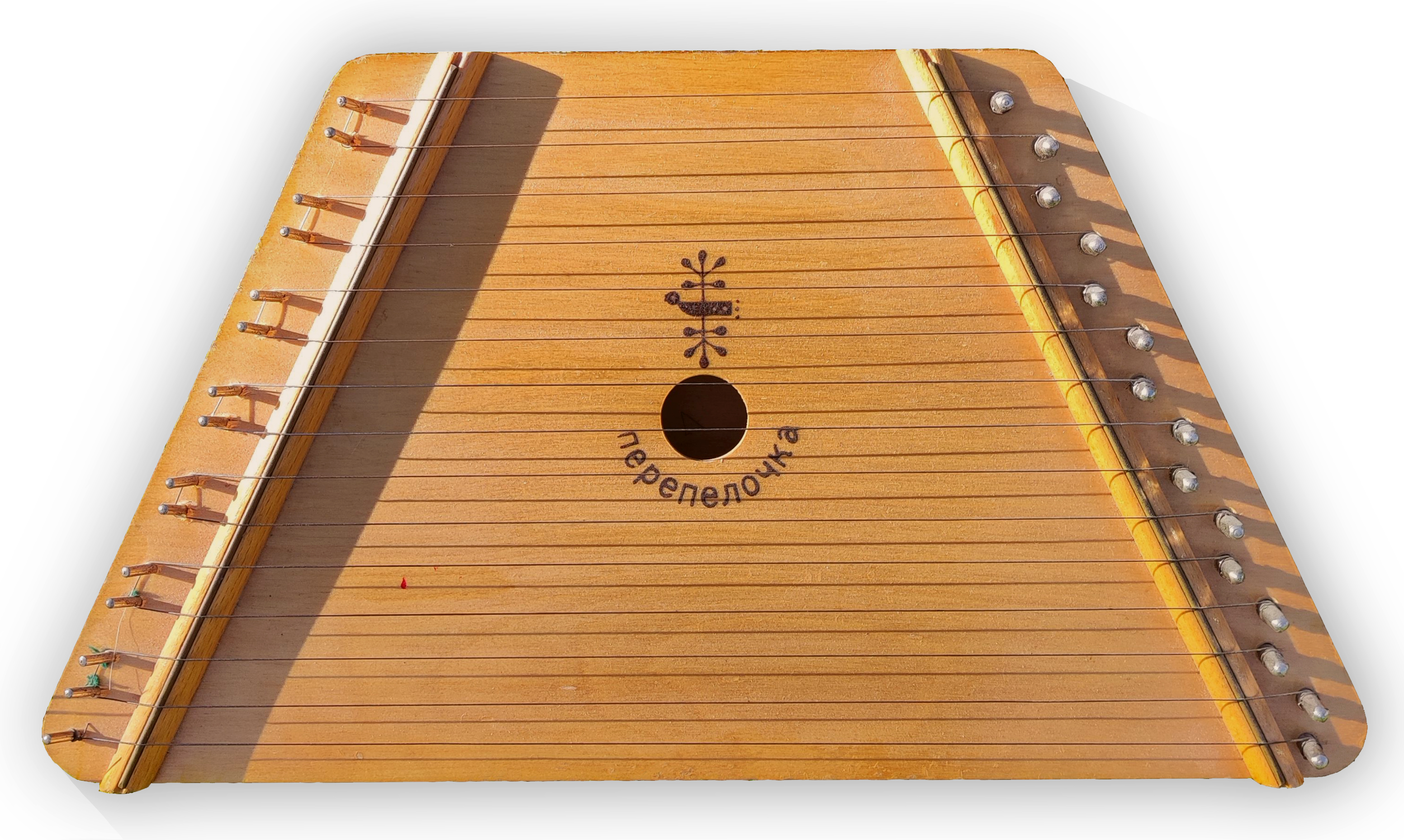
Kindergusli oder Tischharfe

Chromatische Kastenzithern ähnlicher Bauart sind unter Namen wie „Tischharfe“, „Zauberharfe“, „Wantalugaharfe“, „Engelharfe“, „Harmonieharfe“, „Bauer-Harfe“, „Elfenzither“ und „Kern Klangbrett“ erhältlich. Diatonische Instrumente kommen mit weniger Saiten aus, sind aber auf eine Tonart eingeschränkt. Dafür lassen sie sich rein stimmen. Zum Tonartwechsel muss man eine oder mehrere Saiten umstimmen. Die diatonischen Instrumente werden unter den Namen „Diatonische Tischharfe“, „Kleine Tischharfe“ oder „Liederharfe“ angeboten. Als Tischharfe wird auch eine in der musikalischen Arbeit u. a. mit alten Menschen verwendete kleine Gusli (Kindergusli) bezeichnet. Sie kann jeweils auf einen Akkord umgestimmt werden, so dass durch die Zusammenstellung mehrerer Instrumente, Liedbegleitungen auf verschiedene Personen verteilt gespielt werden können.
Auch auf der Autoharp können auf einfache Weise Akkorde gespielt werden. Über eine Tastatur lassen sich alle Saiten dämpfen, die nicht zum gewünschten Akkord gehören.